# 眼鏡角色

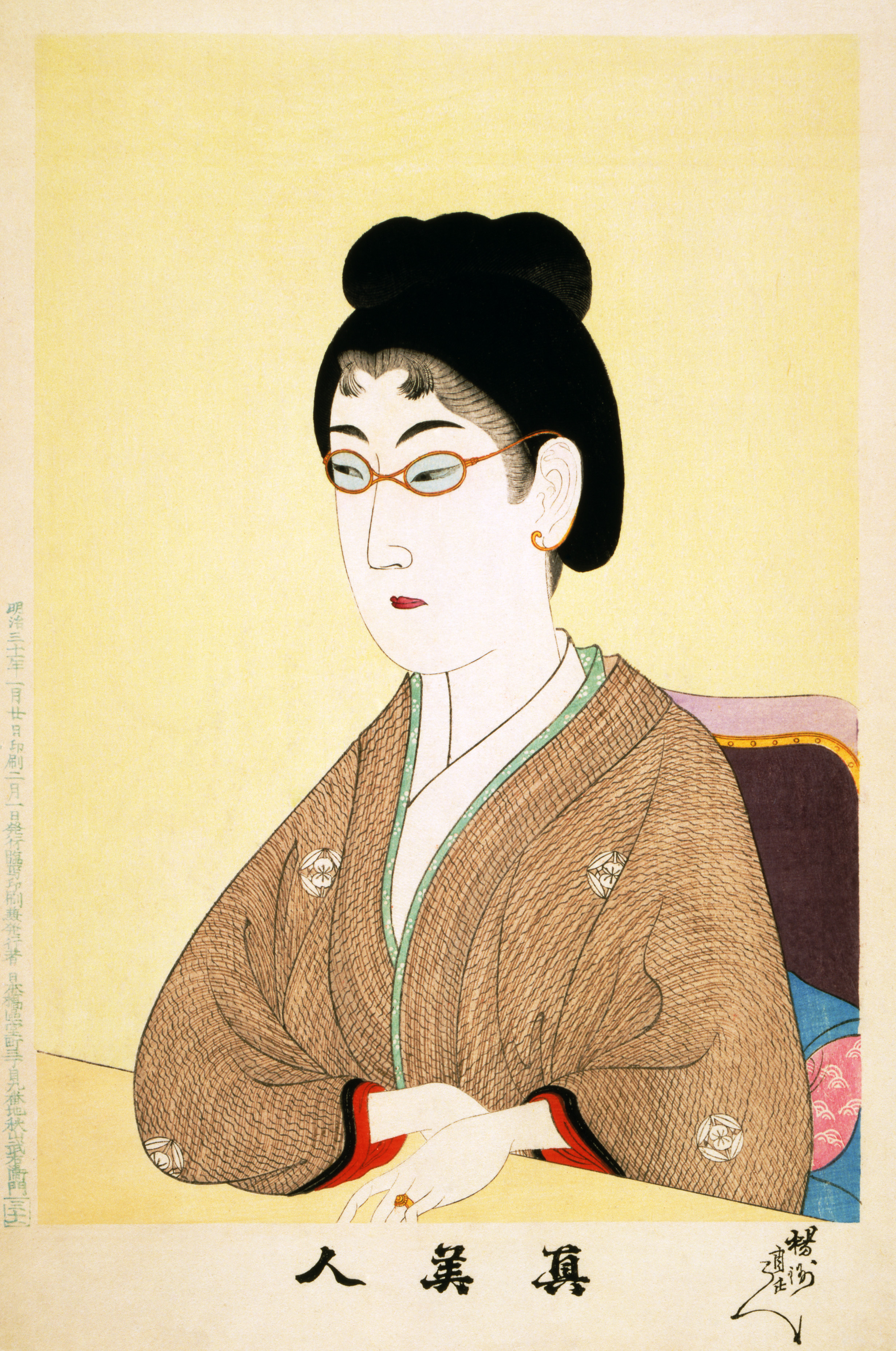
畫作《真美人》描繪了明治時代的戴眼鏡女性，由楊洲周延繪於1898年。

眼鏡角色，是指藝術作品中戴著眼鏡、並以此為特徵的角色。閱聽者可以透過有沒有佩戴眼鏡來輕易地辨識這個角色特徵。

## 概要
眼鏡是矯正視力的工具，因此戴著眼鏡的角色會給人一種認真學習的形象，眼鏡進而成為知性的象徵。戴眼鏡的角色通常冷靜、理性而且知識豐富，但也有反其道而行的設定。
為了強調此形象，部分的眼鏡角色佩戴的是特別厚的「瓶底眼鏡」(眼鏡的鏡片上有螺旋圖案)，亦或是讓眼鏡的鏡片始終處於反光的狀態，以至於看不到角色的眼睛。這種角色在拿下眼鏡後通常會判若兩人。

## 舉例
- 《名偵探柯南》：江戶川柯南 - 他透過眼鏡來偽裝自己的真實身份，此眼鏡具有雷達和竊聽器功能。
- 《怪博士與機器娃娃》：則卷阿拉蕾
- 《網球王子》：乾貞治 - 他的眼鏡始終反光，使讀者無法看清他的眼睛。
- 《K-ON！輕音部》：山中佐和子 - 她拿下眼鏡會改變性格。

## 外部連結
- 眼鏡っ娘系リンク